# Traful-tó
A Traful-tó (spanyolul Lago Traful) Argentína egyik tava. Nevének jelentéséről több vélemény is van: az egyik szerint összefolyás, a másik szerint viszont a síkság jelentésű travul szóból származik.

## Földrajz
A tó Argentína középső részétől délnyugatra, az Andok keleti oldalán található a tenger szintje felett 975 méterrel. Közigazgatásilag Neuquén tartomány Los Lagos megyéjéhez tartozik. Alakja hosszú, keskeny: északnyugat–délkelet irányban nyúlik el több mint 33 km hosszan, miközben szélessége nem éri el az 5 km-t. Két fő részre osztható: délkeleti részéből egy oldalág nyúlik ki északnyugat felé. A tóba számos kisebb patak ömlik, például délen a Coa-Co, a La Máquina, a Media Luna, a Tres Marías, a Blanco, a Catarata és a Malalco, nyugaton a Machico és a Conaco, északon a Filcún, a Los Chilenos és a Tamangos, az északnyugati ágban pedig a Pichi Traful, a Las Pampitas, a Pichingo, az Utreco és a Fulaco. Vizét a keleti végén eredő Traful folyó vezeti le. Északkeleten több pici sziget is található benne, például a Ballena és a Gruta de la Virgen.
A tó mellett, a déli parton halad el a 65-ös út, ementén a tó partján található Villa Traful település. Ennek közelében egy 102 méter magas szikla tetején kilátót alakítottak ki a turisták számára.

## Élővilág
Legfontosabb fajai a lazac, a sebes pisztráng, a pataki pisztráng és a szivárványos pisztráng.

## Képek

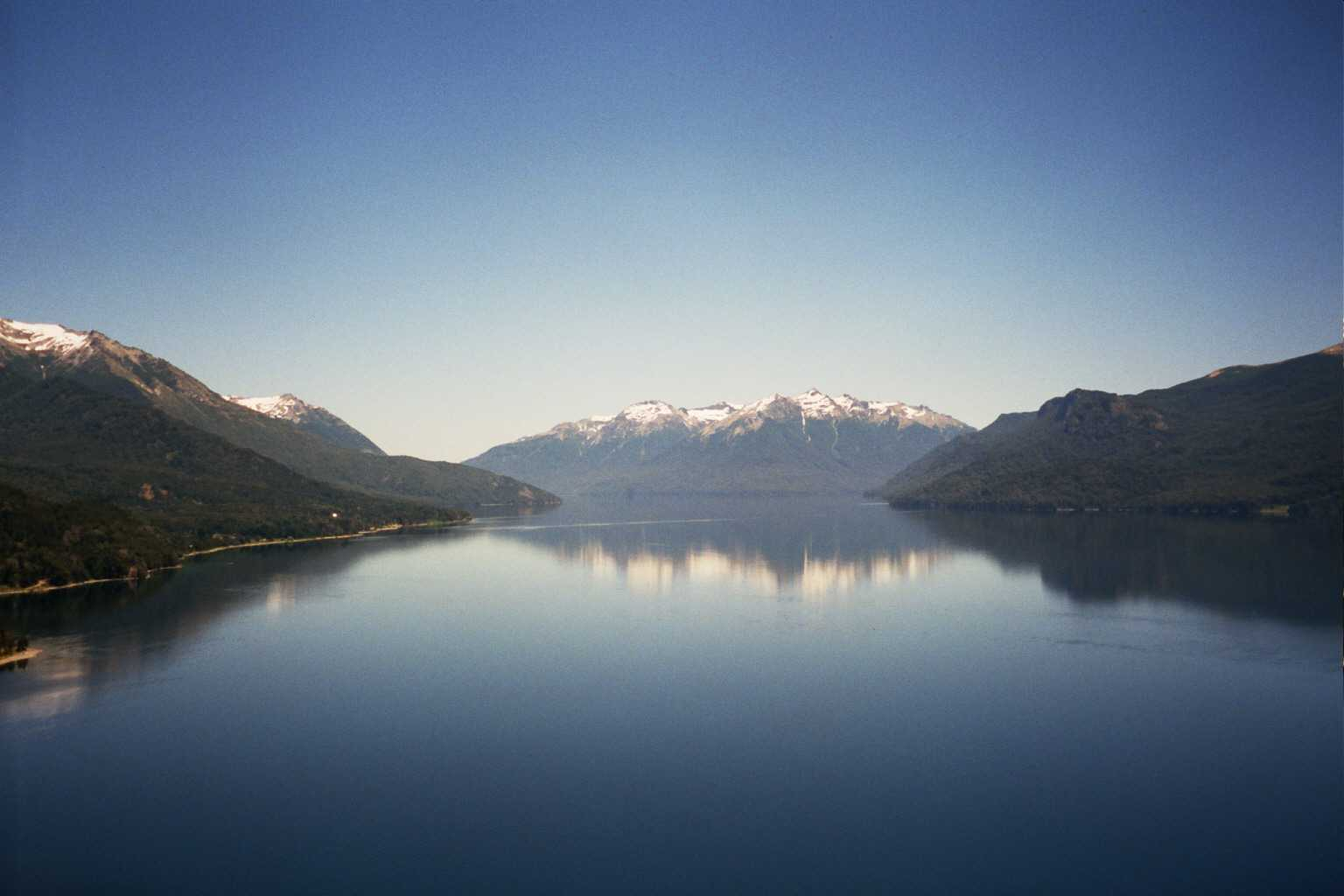
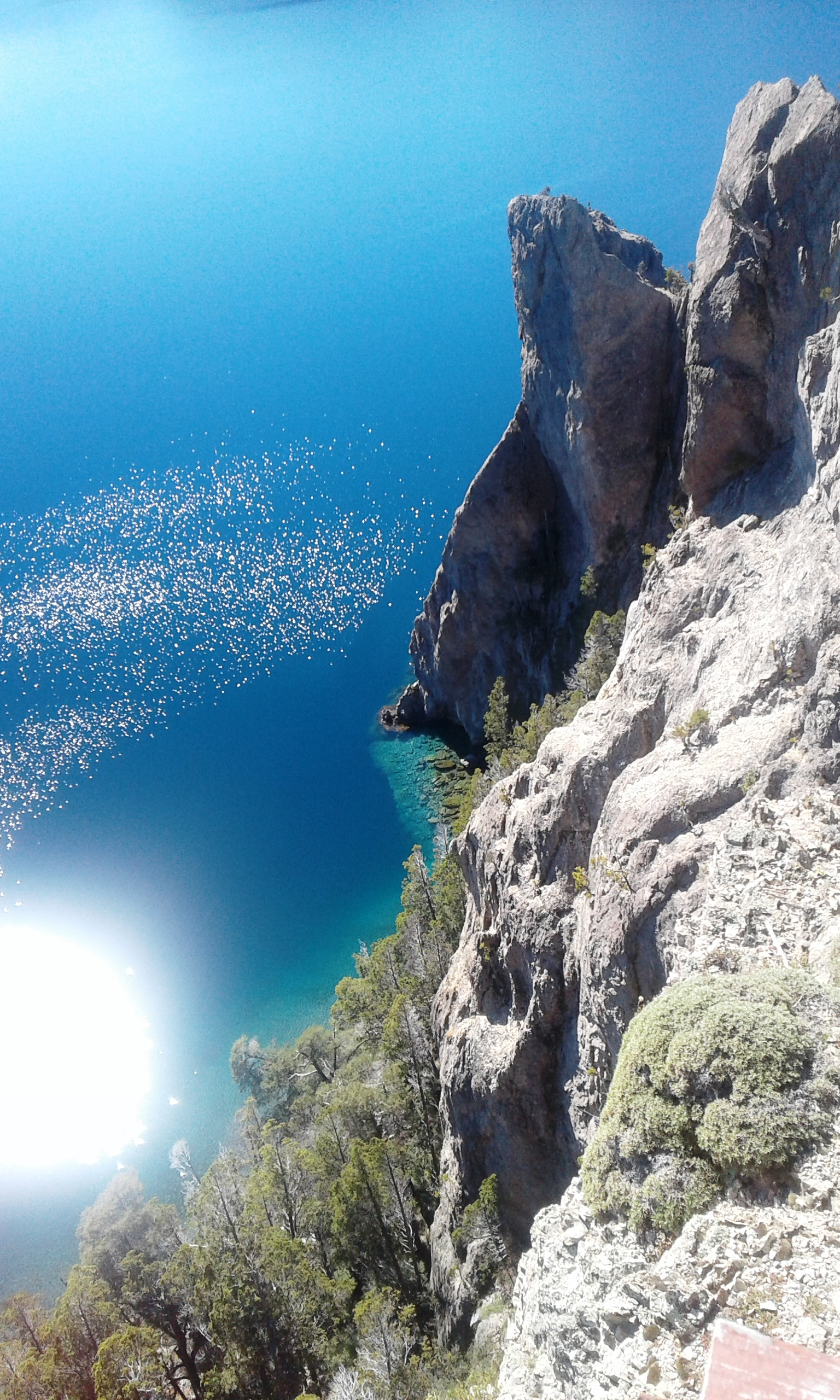
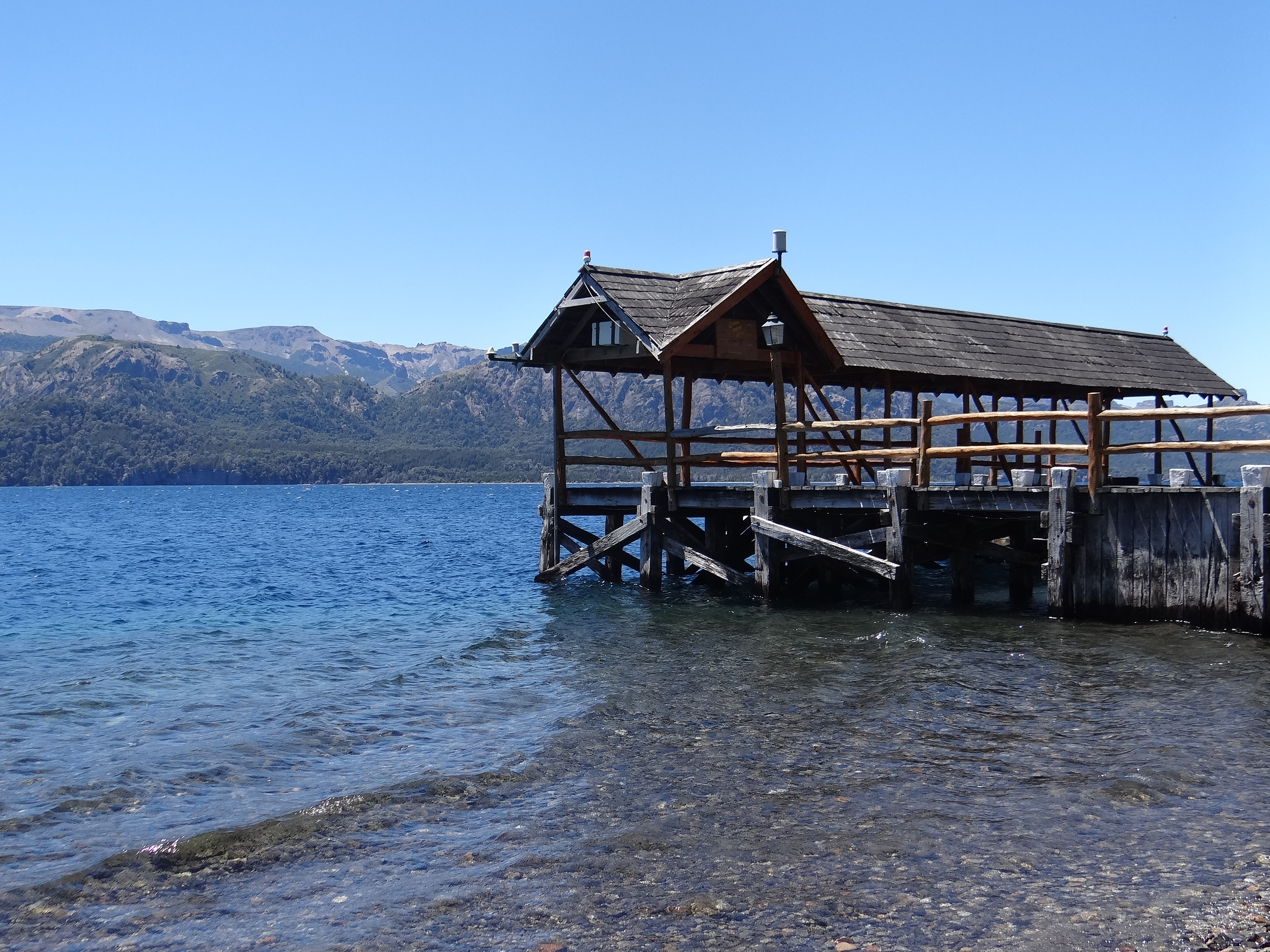
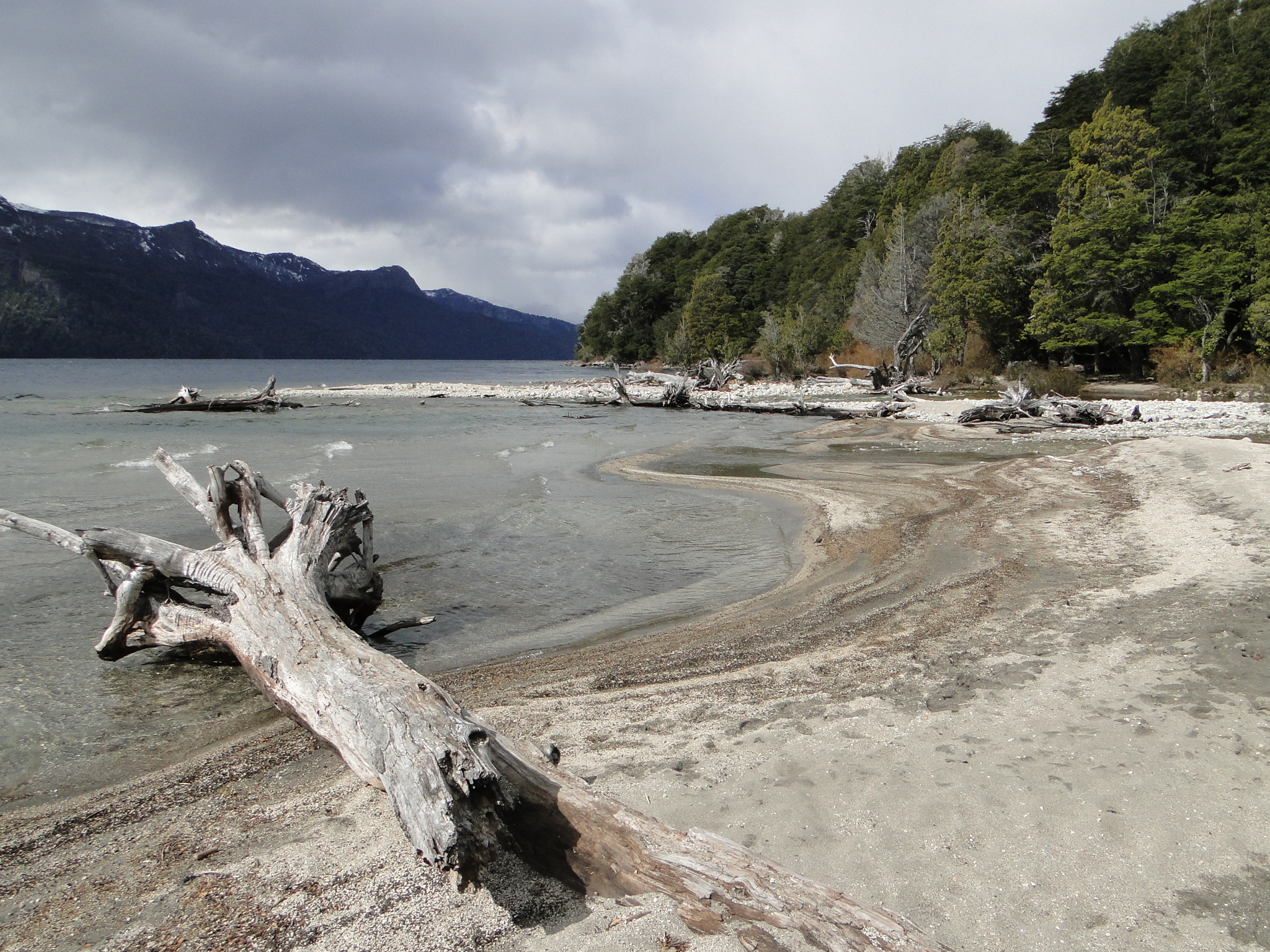